# Suore del Buon Pastore (Crema)
Le Suore del Buon Pastore sono un istituto religioso femminile di diritto pontificio.

## Storia
Le origini della congregazione coincidono con quelle delle suore di Santa Maria Maddalena, fondate nel 1833 dai marchesi Giulietta e Tancredi Falletti di Barolo per la redenzione delle ragazze pericolanti e cadute del "rifugio" da loro aperto a Torino.
Le maddalene si diffusero rapidamente in altre città italiane, dove vennero chiamate suore del Buon Pastore a imitazione delle religiose dell'istituto fondata ad Angers da Maria di Sant'Eufrasia Pelletier: quattro religiose dalla casa aperta a Cremona nel 1854, guidate dalla superiora della comunità Alfonsa Graglia, il 22 agosto 1871 assunsero la direzione di un istituto di ragazze penitenti a Crema, dando inizio a un ramo della congregazione che si rese autonomo nel 1916.
L'istituto ottenne il riconoscimento diocesano il 18 maggio 1923 e quello pontificio il 14 marzo 1962.

## Attività e diffusione
Le suore si dedicano a diverse opere di carattere caritativo e assistenziale.
Sono dislocate per la maggior parte in diocesi di Crema; la sede generalizia è a Crema.
Alla fine del 2015 l'istituto contava 27 religiose in 5 case.